# Dowris-skatten
Dowris-skatten (engelsk: The Dowris Hoard) er et vigtigt depotfund fra bronzealderen. Det består af over 200 genstande, som blev fundet i Dowris i County Offaly i Irland. Det blev fundet i en tørvemose i 1820. Genstandene er fordelt på to museer: National Museum of Ireland i Dublin og British Museum i London.
Fundet består hovedsageligt af bronzegenstande, og det var sandsynligvis en form for rituel deponering, muligvis af religiøst formål, men beretningerne fra opdagelsen af fundet gør det ikke muligt at fastslå, om det var et enkelt depot eller flere mindre depoter. Flere moderne arkæologer mener, at det har været en serie af mindre depoter, som muligvis er nedlagt over lang tid.
Det er et vigtig fund for Irlands forhistorie, og den sidste fase i den yngre bronzealder i Irland (ca. 900-600 f.Kr.) har fået navnet Dowrisfasen. De forhistoriske irske bronzesmede var blevet meget dygtige til at støbe og bearbejde blikmetal, og Dowrisfasen afspejler kulminationen på det og en industriel udvikling i metalarbejde. I denne periode blev der allerede arbejdet i jern på Kontinentaleuropa i Hallstattkulturen, og det var også så småt begyndt at optræde i Storbritannien, men var endnu ikke nået til Irland. Indtil kulturen pludseligt blev forstyrret omkring år 600 f.Kr., blev der produceret guldsmykker af meget høj kvalitet, våben, værktøj, trompeter og andre genstande i bronze. Dowris-skatten er en exceptionel samling af disse forskellige genstande.